# Проспект Саади Ширази
Проспект Саади Ширази — проспект в районах Сино и Фирдавси в Душанбе. Проспект, назван в честь Саади Ширази (Шерози) — персидского поэта, представителя практического, житейского суфизма, одна из крупнейших фигур классической персидской литературы.

## Общие сведения
Проспект начинается у перекрёстка с улицами Шевченко, Айни и Назаршоева у мемориала Великой Отечественной войны и далее идёт на восток. Заканчивается перекрёстком с проспектом Джаббора Расулова. Проспект является крупнейшей транспортной артерией, соединяющей восточную и западную часть города.
Проспект является частью границы между районами Сино (севернее) и Фирдавси (южнее).
У перекрёстка с улицей Карин Манн над проспектом проходит железнодорожный мост, отреставрированный в 2017 году. Также проспект пересекает реку Варзоб (Душанбинку) у перекрёстка в проспектом Хафизи Шерози (левый берег) и путепроводом над улицей Сохили (правый берег).

## История
Во времена Советского Союза проспект носил название проспект Правды. 
В начале 1980-х годов практика многоэтажного жилого строительства в Душанбе приобрела характер целостных фрагментов жилой среды в виде крупномасштабных архитектурных организмов, что проявилось в 12 микрорайоне на пересечении проспектов Саади Шерози (Правды) и Абуали ибни Сино (Профсоюзов). Все дома в этом микрорайоне строились по проектам архитектора А. Подопригора. Подъём и строительство элементов 12-этажных домов осуществлялись по методу, который разработали армянские архитекторы и внедренному А. Подопригорой. Таким образом в 1981—1984 годах на проспекте были возведены первые в Душанбе многолучевые двенадцатиэтажные дома. 12-й микрорайон столицы, который строился несколько лет, стал одним из красивейших и ярких проектов строительства жилья для душанбинцев.

## Объекты на улице
- Цирк Таджикистана